# 88 Fingers Louie/Kid Dynamite Split
88 Fingers Louie/Kid Dynamite Split è un EP split tra i due gruppi punk statunitensi 88 Fingers Louie e Kid Dynamite, pubblicato il 15 giugno 1999 da Sub City Records. Nell'EP è presente anche Rise Above, cover dell'omonimo brano dei Black Flag.

## Tracce
1. Out There - 1:44
2. Slow Chorus Overlap - 2:16
3. Reparation - 3:16
4. Heart a Tact - 1:31
5. Breakin's a Memory - 1:14
6. Rise Above (Greg Ginn) - 2:22

## Formazioni

### 88 Fingers Louie
- Dennis Buckley - voce
- Dan Wleklinski - chitarra, voce d'accompagnamento
- Joe Principe - basso, voce d'accompagnamento
- Glenn Porter - batteria

### Kid Dynamite
- Jason Shevchuk - voce
- Dan Yemin - chitarra
- Michael Cotterman - basso
- David Wagenschutz - batteria